# Urs Schönenberger
Urs Schönenberger (Zürich, 21 februari 1959) is een Zwitsers voetbalcoach en voormalig voetballer die speelde als verdediger.

## Carrière
Schönenberger speelde tussen 1980 en 1986 voor FC Zürich alvorens een transfer te maken naar AC Bellinzona. Bij deze ploeg was hij wel basisspeler maar bleef hij toch maar een seizoen. In 1987 tekende hij bij FC Luzern, hij speelde met de ploeg kampioen in 1989 maar moest in 1994 vechten om de degradatie te vermijden. 
Datzelfde jaar tekende hij een contract bij SC Kriens waar hij nog twee seizoenen op het hoogste niveau voetbalde om daarna zijn carrière af te sluiten bij FC Baden
In 1998 werd hij coach van FC Zürich waar hij drie seizoenen trainer was. Het jaar erop werd hij trainer van FC Winterthur, het bleef bij een seizoen zoals zoveel andere ploegen waar hij nog zou trainen.
Achtereen volgens trainde hij nog SC Kriens, FC Luzern, FC Thun, FC Aarau, SC Young Fellows, SCR Altach, FC Wohlen en terug SC Kriens. Hierna kondigde Schönenberger zijn pensioen aan.

## Erelijst
- FC Luzern
  - Landskampioen: 1989